# Krontjärnen (Vilhelmina socken, Lappland)
Krontjärnen är en sjö i Vilhelmina kommun i Lappland och ingår i Ångermanälvens huvudavrinningsområde.